# Wapen van Baarle-Hertog

Wapen van Baarle-Hertog

Het wapen van Baarle-Hertog werd voor het eerst in 1819 aan de Antwerpse gemeente Baarle-Hertog toegekend. Het huidige wapen, waarvan alleen de omschrijving is gewijzigd, werd op 15 juli 1995 per ministerieel besluit toegekend.
De gemeentevlag is gelijk aan het wapen van Baarle-Hertog.

## Blazoenering
De blazoenering van het wapen luidt als volgt:
In lazuur een Sint-Remigius staande op een grond, alles van goud.
Het wapen is blauw van kleur met daarop staande de heilige Remigius. De heilige is in een bisschoppelijk gewaad gekleed, met mijter. Hij houdt in zijn rechterhand een staf. Remigius is tevens de patroonheilige van Baarle-Hertog. Remigius en de grond waarop hij staat zijn van goud, deze kleurstelling is in de Nederlandse rijkskleuren.

## Geschiedenis
Baarle ging in 1198 over van de Abdij van Thorn, officieus de "heer" van Baarle, in de handen van de heer van Breda. De heer van Breda gaf een aantal gebieden van Baarle in cijns aan zijn leenmannen. In 1404 kreeg het huis Nassau Breda en daarmee Baarle in handen. Deze gebieden werden Baarle (onder) Nassau. De andere delen werden Baarle (onder de) hertog. Baarle-Hertog behoorde vanaf 1363 tot het einde van het ancien régime bij het Land van Turnhout. Hoewel behorende bij het Land van Turnhout kreeg Baarle-Hertog wel een eigen schepenbank. De schepenbank zegelde in 1718 en 1723 met een zegel gelijk aan het latere wapen. Omdat het zegels betreft zijn er geen kleuren bekend.
Baarle-Hertog kreeg in 1819 voor het eerst een wapen toegekend, en wel door koning Willem I. De afscheiding van België vond plaats in 1830. In 1910 werd het onder Nederlandse wetgeving toegekende wapen per Koninklijk Besluit bevestigd. Bij de bevestiging werd wel de blazoenering aangepast.